# Kunda (řeka)
Kunda (estonsky plným názvem Kunda jõgi, tedy "řeka Kunda" nebo "Kundská řeka", lidově zvaná též Võhu jõgi, Põlula jõgi, Sämi jõgi nebo Semmijõgi) je řeka na severu Estonska v kraji Viru-Nigula. Pramení na východním okraji Pandiverské vysočiny poblíž městečka Roela a na území města Kunda se vlévá do Kundského zálivu v Baltském moři. Je dlouhá 66 km.